# In het spoor van Dédé
In het spoor van Dédé is het 85ste stripverhaal van De Kiekeboes. De reeks wordt getekend door striptekenaar Merho. Het album verscheen in mei 2000.

## Verhaal
Marcel Kiekeboe wordt betrapt met 50 kg heroïne in de koffer van zijn auto tijdens een politie-controle. Al snel blijkt dat het om een opgezet spel gaat. Hij ontmoet Gerard Kreuvett van de Appelblauwzeegroene Gids, de 'bijbel voor de restaurantbezoeker', die intussen is overgeschakeld op het uitgeven van een kwaliteitsgids voor gevangenissen.
Bijgevolg krijgt Kiekeboe de vraag om het eten in de Ribbedebie-gevangenis te inspecteren. Aanvankelijk weigert hij op het voorstel in te gaan, omdat zijn vijand Dédé la Canaille in die gevangenis vastzit. Maar dan ontsnapt Dédé voor de zoveelste keer op een wel heel speciale manier.